# Crauthem
Crauthem (luxemburgiska: Krautem, tyska: Krauthem) är en ort i kommunen Roeser i kantonen Esch-sur-Alzette i Luxemburg. Crauthem ligger 275 meter över havet och antalet invånare är 1 278.